# Садово (област Благоевград)
Вижте пояснителната страница за други значения на Садово.
Са̀дово е село в Югозападна България. То се намира в община Хаджидимово, област Благоевград.

## Население

### Етнически състав
Преброяване на населението през 2011 г.
Численост и дял на етническите групи според преброяването на населението през 2011 г.:
|                     | Численост |
| Общо                | 419       |
| Българи             | 408       |
| Турци               | -         |
| Цигани              | -         |
| Други               | 3         |
| Не се самоопределят | -         |
| Неотговорили        | 8         |

## География
Село Садово се намира в планински район.

## История
От османски поименен регистър от 1478 година става ясно, че към тази дата в Садово са живели 116 немюсюлмански домакинства, 12 на тюркмени-мюсюлмани и 9 новоприели исляма.
Църквата „Света Параскева“ е от 1863 година. В „Етнография на вилаетите Адрианопол, Монастир и Салоника“, издадена в Константинопол в 1878 година и отразяваща статистиката на населението от 1873 година, Садово (Sadovo) е посочено като село със 78 домакинства и 65 жители мюсюлмани и 200 българи. В 1889 година Стефан Веркович (Топографическо-этнографическій очеркъ Македоніи) отбелязва Садово като село с 44 български и 24 турски къщи.
В 1891 година Георги Стрезов пише за селото:
| „ | Садово, на ЮЗ от Неврокоп 2 часа. Сградено до един хълм Кендик. Наоколо плодородна равнина. В църквата четат смесено. Училище смесено, с 15 ученика. 65 къщи; 20 турци и 56 българе. | “ |

Към 1900 година според известната статистика на Васил Кънчов („Македония. Етнография и статистика“) населението на селото брои 401 души, от които 288 българи християни и 113 турци.
Селото е населено с местни българи и потомци на бежанци от Егейска Македония и по-точно от района на днешните селища Като Неврокопи (Зърнево) и Като Вронду (Долно Броди). Последното село от българска страна преди граничният пункт Илинден - Ексохи (Възем).

## Редовни събития
Всяка година на 14 октомври има събор в чест на света Петка Българска. Празникът се отбелязва на селския площад.